# Discoglossus jeanneae
Discoglossus jeanneae é uma espécie de anfíbio anuro da família Alytidae presente exclusivamente em Espanha.